# Ermanno Picchi
Ermanno Picchi (Impruneta (provincie Florence), 7 juni 1811 - Florence, 18 april 1856) was een Italiaans componist.
Van deze componist is niets verder bekend. Dat zijn bekendst stuk er nu nog in het repertoire van de harmonieorkesten en brassbands bestaat, hebben wij de Italiaanse bewerkster Simone Mantia te danken. Zelf speelde zij eufonium in het harmonieorkest van de componist en dirigent John Philip Sousa en heeft van het werk van Picchi een uitstekend arrangement geschreven. Iedere vooraanstaande eufonium solist presenteert dit werk bij een concert of op cd/dvd.

## Composities

### Werken voor harmonieorkest en brassband
- Fantasie Originale, voor eufonium en harmonieorkest bewerkt door Simone Mantia (1873-1951)
- Fantasie Originale, voor eufonium en brassband bewerkt door Maurice Bale en er bestaat een verdere bewerking door Margaret Antrobus

### Kamermuziek
- Fantasie Originale, voor eufonium en piano